# Cryptopolyzoon concretum
Cryptopolyzoon concretum är en mossdjursart som först beskrevs av Arthur Dendy 1889.  Cryptopolyzoon concretum ingår i släktet Cryptopolyzoon och familjen Buskiidae. Inga underarter finns listade i Catalogue of Life.